# Довге озеро (Шацький район)
Довге — озеро у Шацькому районі Волинської області України.
Озеро розташоване на схід від селища Шацьк, входячи в каскад протічних озер Люцимер-Кругле-Довге-Плотиччя-Кримно.
Площа озера становить 12,0 га, довжина — 550 м, ширина — 300 м, максимальна глибина — 3,0 м.